# گرهارد ماروتسکه

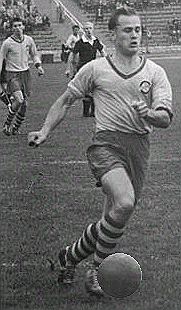
گرهارد ماروتسکه

گرهارد ماروتسکه (به آلمانی: Gerhard Marotzke) بازیکن فوتبال و مدافع اهل آلمان شرقی بود که از سال ۱۹۵۵ میلادی عضو تیم ملی فوتبال آلمان شرقی بوده‌است. وی در ۱ بازی ملی حضور داشته و در بازی‌های ملی‌اش گلی به ثمر نرساند. گرهارد ماروتسکه آخرین بازی ملی خود را در سال ۱۹۵۵ میلادی انجام داد.